# Ерл Рош
Ерл Джозеф Рош (англ. Earl Joseph Roche, 22 лютого 1910, Прескотт, Онтаріо — 15 серпня 1965) — канадський хокеїст, що грав на позиції лівого нападника.

## Ігрова кар'єра
Професійну хокейну кар'єру розпочав 1930 року.
Протягом професійної клубної ігрової кар'єри, що тривала 13 років, захищав зокрема кольори команд «Монреаль Марунс», «Бостон Брюїнс», «Оттава Сенаторс», «Сент-Луїс Іглс» та «Детройт Ред-Вінгс».
Усього провів 148 матчів у НХЛ.